# كيلسي وينجيرت
كيلسي وينجرت (من مواليد 20 يونيو 1992م) صحفية أمريكية قدمj تقريرًا عن أتلانتا بريفز وفرق أخرى تغطيها قناة فوكس الرياضية الجنوبية. و في نهاية كل موسم، تعمل بستوديوهات التحليل لألعاب الدوري الاميركي للمحترفين و NHL وتقوم بإعداد تقارير لمباريات كرة القدم في أتلانتيك كوست كونفرنس.

## النشأة والجامعة
نشأت وينجرت في شوجرلاند، تكساس. حيث تخرجت من مدرسة ستيفن إف أوستن الثانوية في مقاطعة فورت بيند، تكساس، حيث لعبت كرة الطائرة. ثم تخرجت من جامعة ولاية لويزيانا في 2014م و هناك لعبت كرة الطائرة في الصالات المغطاة وكانت عضوًا في فرع سيجما في دلتا زيتا. حيث اختارت LSU بسبب قسم البث التلفزيوني.

## حياتها المهنية
فقبل عملها في Fox Sports South في عام 2016، عملت في KALB-TV في الإسكندرية، لويزيانا. و هناك عانت من كسر في تجويف العين في إحدى المباريات في عام 2018م بعد أن أصيبت بكرة مخالفة سددها أودوبيل هيريرا من فريق فيلادلفيا فيليز ، لكنها تمكنت من العودة بعد بضعة أيام. لكن تمت إزالة وينجرت من تغطية Braves قبل موسم 2020م و تم استبدالها بكيلي كرول.